# Бостонтер'єр
Бостонтер'єр — порода собак.

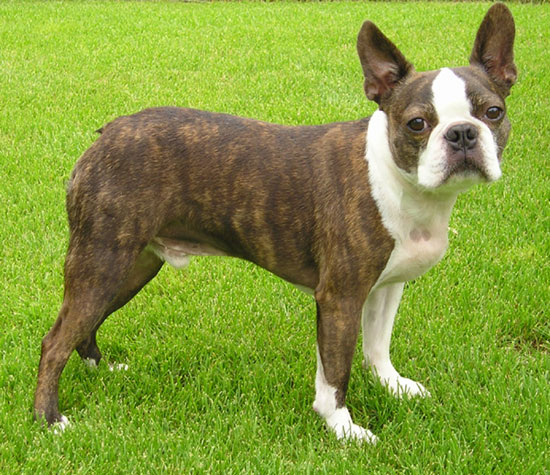

Була виведена в XIX столітті в США методом міжпородного схрещування англійського тер'єра з англійським бульдогом, з подальшим додаванням крові інших порід. У 1893 році бостон-тер'єр визнаний окремою від бультер'єра породою. З 1979 року є офіційним символом штату Массачусетс.